# Campionat del Món de X-Trial 2016
|  | Per al campionat del món a l'aire lliure d'aquell any, vegeu Campionat del Món de Trial 2016 |

La temporada de 2016 del Campionat del Món de X-Trial fou la 24a edició d'aquest campionat, organitzat per la FIM. El calendari oficial constava de 4 proves puntuables, celebrades entre el 9 de gener i el 25 de març. Una de les proves destacades va ser el Trial Indoor de Barcelona, disputat el 7 de febrer.
Toni Bou va guanyar el desè dels seus 19 campionats mundials indoor (a data de 2025). Una vegada més, aquell any totes les proves puntuables les van guanyar catalans i, a més, els quatre primers classificats eren també catalans. El subcampió, Adam Raga, havia canviat aquell any de Gas Gas al nou fabricant català TRRS.

## Sistema de puntuació
| Posició | 1  | 2  | 3  | 4 | 5 | 6 | 7 | 8 |
| Punts   | 20 | 15 | 12 | 9 | 6 | 4 | 2 | 1 |

## Calendari
| Ronda | Data        | Prova         | Lloc            | Guanyador |
| ----- | ----------- | ------------- | --------------- | --------- |
| 1     | 9 de gener  | Gran Bretanya | Sheffield       | Adam Raga |
| 2     | 7 de febrer | Espanya       | Barcelona       | Toni Bou  |
| 3     | 19 de març  | Àustria       | Wiener Neustadt | Toni Bou  |
| 4     | 25 de març  | França        | Marsella        | Toni Bou  |

## Classificació final
| Posició | Pilot              | Motocicleta | Punts |
| ------- | ------------------ | ----------- | ----- |
| 1       | Toni Bou           | Montesa HRC | 75    |
| 2       | Adam Raga          | TRRS        | 59    |
| 3       | Albert Cabestany   | Sherco      | 54    |
| 4       | Jeroni Fajardo     | Vertigo     | 33    |
| 5       | Takahisa Fujinami  | Montesa HRC | 27    |
| 6       | Alexandre Ferrer   | Sherco      | 13    |
| 7       | Eddie Karlsson     | Montesa HRC | 9     |
| 8       | Franz Josef Kadlec | Gas Gas     | 2     |
| 9       | James Dabill       | Vertigo     | 2     |
| 10      | Jaime Busto        | Montesa HRC | 2     |